# Ster van Zwolle 2015
La 55e édition de la Ster van Zwolle a eu lieu le 28 février 2015. La course fait partie du calendrier UCI Europe Tour 2015 en catégorie 1.2.
L'épreuve a été remportée par le Néerlandais Elmar Reinders (Jo Piels), lors d'une arrivée en petit comité, respectivement devant le Belge Dimitri Claeys (Verandas Willems) et le Norvégien Håvard Blikra (Coop-Øster Hus).

## Présentation

### Équipes
Classée en catégorie 1.2 de l'UCI Europe Tour, la Ster van Zwolle est par conséquent ouverte aux équipes continentales professionnelles néerlandaises, aux équipes continentales, aux équipes nationales et aux équipes régionales et de clubs.
Vingt-cinq équipes participent à cette Ster van Zwolle - seize équipes continentales et neuf équipes régionales et de clubs :
| Équipes continentales | Équipes continentales | Équipes continentales |
| Nom de l'équipe       | Pays                  | Code                  |
| --------------------- | --------------------- | --------------------- |
| 3M                    | Belgique              | MMM                   |
| AWT-Greenway          | Tchéquie              | AWT                   |
| Baby-Dump             | Pays-Bas              | BBD                   |
| Colba-Superano Ham    | Belgique              | CSH                   |
| Coop-Øster Hus        | Norvège               | COH                   |
| Differdange-Losch     | Luxembourg            | CCD                   |
| Jo Piels              | Pays-Bas              | CJP                   |
| Join-S-De Rijke       | Pays-Bas              | RIJ                   |
| Leopard Development   | Luxembourg            | LDT                   |
| Metec-TKH-Mantel      | Pays-Bas              | MET                   |
| Parkhotel Valkenburg  | Pays-Bas              | PCV                   |
| Rabobank Development  | Pays-Bas              | RDT                   |
| Riwal Platform        | Danemark              | RIW                   |
| SEG Racing            | Pays-Bas              | SEG                   |
| Stuttgart             | Allemagne             | SGT                   |
| Verandas Willems      | Belgique              | WIL                   |

| Équipes régionales et de clubs | Équipes régionales et de clubs | Équipes régionales et de clubs |
| Nom de l'équipe                | Pays                           | Code                           |
| ------------------------------ | ------------------------------ | ------------------------------ |
| BMC Development                | États-Unis                     | BMD                            |
| Districtsploeg Oost            | Pays-Bas                       | DOO                            |
| Lotto-Soudal U23               | Belgique                       | LTU                            |
| NWV Groningen                  | Pays-Bas                       | NWV                            |
| OWC Oldenzaal                  | Pays-Bas                       | OWC                            |
| Restore                        | Pays-Bas                       | RES                            |
| WV De IJsselstreek             | Pays-Bas                       | WDI                            |
| WV De Jonge Renner             | Pays-Bas                       | WVJ                            |
| WV West-Frisia                 | Pays-Bas                       | WVW                            |

### Règlement de la course

#### Primes
Les vingt prix sont attribués suivant le barème de l'UCI,. Le total général des prix distribués est de 6 010 €.
| Position | 1er     | 2e      | 3e    | 4e    | 5e    | 6e    | 7e    | 8e    | 9e    | 10e à 20e |
| Prix     | 2 425 € | 1 210 € | 607 € | 305 € | 240 € | 180 € | 180 € | 118 € | 118 € | 57 €      |

## Classements

### Classement final
| Classement final | Classement final   | Classement final | Classement final | Classement final   |
|                  | Coureur            | Pays             | Équipe           | Temps              |
| ---------------- | ------------------ | ---------------- | ---------------- | ------------------ |
| 1er              | Elmar Reinders     | Pays-Bas         | Jo Piels         | en 3 h 55 min 53 s |
| 2e               | Dimitri Claeys     | Belgique         | Verandas Willems | + 0 s              |
| 3e               | Håvard Blikra      | Norvège          | Coop-Øster Hus   | + 0 s              |
| 4e               | Remco te Brake     | Pays-Bas         | Metec-TKH-Mantel | + 0 s              |
| 5e               | Twan Castelijns    | Pays-Bas         | Baby-Dump        | + 0 s              |
| 6e               | Ronan van Zandbeek | Pays-Bas         | Join-S-De Rijke  | + 0 s              |
| 7e               | Jeff Vermeulen     | Pays-Bas         | Jo Piels         | + 4 s              |
| 8e               | Coen Vermeltfoort  | Pays-Bas         | Join-S-De Rijke  | + 5 s              |
| 9e               | Daan Myngheer      | Belgique         | Verandas Willems | + 5 s              |
| 10e              | Twan Brusselman    | Pays-Bas         | Jo Piels         | + 9 s              |
| modifier         |                    |                  |                  |                    |

### UCI Europe Tour
Cette Ster van Zwolle attribue des points pour l'UCI Europe Tour 2015, par équipes seulement aux coureurs des équipes continentales professionnelles et continentales, individuellement à tous les coureurs sauf ceux faisant partie d'une équipe ayant un label WorldTeam.
| Position,          | 1er | 2e | 3e | 4e | 5e | 6e | 7e | 8e |
| Classement général | 40  | 30 | 16 | 12 | 10 | 8  | 6  | 3  |

## Liste des participants
- Liste de départ complète

| Légende | Légende                                                                    | Légende | Légende                                                    |
| ------- | -------------------------------------------------------------------------- | ------- | ---------------------------------------------------------- |
| Num     | Dossard de départ porté par le coureur sur cette Ster van Zwolle           | Pos     | Position à l'arrivée de la course                          |
|         | Indique un maillot de champion national ou mondial, suivi de sa spécialité | NP      | Indique un coureur qui n'a pas pris le départ de la course |
| AB      | Indique un coureur qui n'a pas terminé la course                           | HD      | Indique un coureur qui a terminé la course hors des délais |

| Rabobank Development RDT              | Rabobank Development RDT  | Rabobank Development RDT |
| ------------------------------------- | ------------------------- | ------------------------ |
| Num                                   | Coureur                   | Pos                      |
| 1                                     | Cees Bol (NED)            | 65e                      |
| 2                                     | Mitchell Cornelisse (NED) | 80e                      |
| 3                                     | Piotr Havik (NED)         | 22e                      |
| 4                                     | Merijn Korevaar (NED)     | 38e                      |
| 5                                     | Peter Lenderink (NED)     | 105e                     |
| 6                                     | Jan Maas (NED)            | 109e                     |
| 7                                     | Martijn Tusveld (NED)     | 66e                      |
| 8                                     | Maarten van Trijp (NED)   | 27e                      |
| Directeur sportif : Arthur van Dongen |                           |                          |

| Metec-TKH-Mantel MET              | Metec-TKH-Mantel MET    | Metec-TKH-Mantel MET |
| --------------------------------- | ----------------------- | -------------------- |
| Num                               | Coureur                 | Pos                  |
| 11                                | Johim Ariesen (NED)     | 28e                  |
| 12                                | Tijmen Eising (NED)     | 13e                  |
| 13                                | Jarno Gmelich (NED)     | 25e                  |
| 14                                | Niels Goeree (NED)      | 24e                  |
| 15                                | Jasper Hamelink (NED)   | 52e                  |
| 16                                | Stef Krul (NED)         | 61e                  |
| 17                                | Remco te Brake (NED)    | 4e                   |
| 18                                | Arno van der Zwet (NED) | 60e                  |
| Directeur sportif : Allard Engels |                         |                      |

| SEG Racing SEG                      | SEG Racing SEG            | SEG Racing SEG |
| ----------------------------------- | ------------------------- | -------------- |
| Num                                 | Coureur                   | Pos            |
| 21                                  | Jenthe Biermans (BEL)     | 55e            |
| 22                                  | Jasper Bovenhuis (NED)    | 36e            |
| 23                                  | Yoeri Havik (NED)         | 14e            |
| 24                                  | Fabio Jakobsen (NED)      | 76e            |
| 25                                  | Steven Lammertink (NED)   | 19e            |
| 26                                  | Julius van den Berg (NED) | 111e           |
| 27                                  | Ricardo van Dongen (NED)  | 73e            |
| 28                                  |                           |                |
| Directeur sportif : Michiel Elijzen |                           |                |

| Parkhotel Valkenburg PVC       | Parkhotel Valkenburg PVC | Parkhotel Valkenburg PVC |
| ------------------------------ | ------------------------ | ------------------------ |
| Num                            | Coureur                  | Pos                      |
| 31                             | Dennis Bakker (NED)      | 31e                      |
| 32                             | Joris Blokker (NED)      | 48e                      |
| 33                             | Jaap Kooijman (NED)      | 89e                      |
| 34                             | Bram Nolten (NED)        | 68e                      |
| 35                             | Bob Schoonbroodt (NED)   | 53e                      |
| 36                             | Peter Schulting (NED)    | 12e                      |
| 37                             | Rick van Breda (NED)     | 84e                      |
| 38                             | Jurgen van Diemen (NED)  | 45e                      |
| Directeur sportif : Paul Tabak |                          |                          |

| Jo Piels CJP                     | Jo Piels CJP          | Jo Piels CJP |
| -------------------------------- | --------------------- | ------------ |
| Num                              | Coureur               | Pos          |
| 41                               | Stephan Bakker (NED)  | 46e          |
| 42                               | Twan Brusselman (NED) | 10e          |
| 43                               | Jochem Hoekstra (NED) | 23e          |
| 44                               | Stefan Poutsma (NED)  | 21e          |
| 45                               | Elmar Reinders (NED)  | 1er          |
| 46                               | Rens te Stroet (NED)  | 64e          |
| 47                               | Joey van Rhee (NED)   | 29e          |
| 48                               | Jeff Vermeulen (NED)  | 7e           |
| Directeur sportif : Han Vaanhold |                       |              |

| Baby-Dump BBD                    | Baby-Dump BBD           | Baby-Dump BBD |
| -------------------------------- | ----------------------- | ------------- |
| Num                              | Coureur                 | Pos           |
| 51                               | Luuc Bugter (NED)       | 58e           |
| 52                               | Twan Castelijns (NED)   | 5e            |
| 53                               | Bart Dielissen (NED)    | 71e           |
| 54                               | René Hooghiemster (NED) | 35e           |
| 55                               | Koos Jeroen Kers (NED)  | 72e           |
| 56                               | Ian Richards (AUS)      | 95e           |
| 57                               | Harry Sweering (NED)    | 20e           |
| 58                               | Lars van de Vall (NED)  | 67e           |
| Directeur sportif : Bernt Hamers |                         |               |

| Join-S-De Rijke RIJ                  | Join-S-De Rijke RIJ      | Join-S-De Rijke RIJ |
| ------------------------------------ | ------------------------ | ------------------- |
| Num                                  | Coureur                  | Pos                 |
| 61                                   | Jetse Bol (NED)          | 63e                 |
| 62                                   | Robbert de Greef (NED)   | 18e                 |
| 63                                   | Ike Groen (NED)          | AB                  |
| 64                                   | Kobus Hereijgers (NED)   | 30e                 |
| 65                                   | Wouter Mol (NED)         | 39e                 |
| 66                                   | Taco van der Hoorn (NED) | 34e                 |
| 67                                   | Ronan van Zandbeek (NED) | 6e                  |
| 68                                   | Coen Vermeltfoort (NED)  | 8e                  |
| Directeur sportif : Bennie Lambregts |                          |                     |

| WV De Jonge Renner WVJ         | WV De Jonge Renner WVJ  | WV De Jonge Renner WVJ |
| ------------------------------ | ----------------------- | ---------------------- |
| Num                            | Coureur                 | Pos                    |
| 71                             | Mats Boeve (NED)        | 91e                    |
| 72                             | Maikel Bos (NED)        | 113e                   |
| 73                             | Jurrien Bosters (NED)   | AB                     |
| 74                             | Bram de Kort (NED)      | 41e                    |
| 75                             | Martin Kelderman (NED)  | 83e                    |
| 76                             | Rutger Schellevis (NED) | 110e                   |
| 77                             | Kevin Snijder (NED)     | 69e                    |
| 78                             | Henk Wildeman (NED)     | 116e                   |
| Directeur sportif : Jo Bouwens |                         |                        |

| NWV Groningen NWV                    | NWV Groningen NWV        | NWV Groningen NWV |
| ------------------------------------ | ------------------------ | ----------------- |
| Num                                  | Coureur                  | Pos               |
| 81                                   | Floran Bathoorn (NED)    | 120e              |
| 82                                   | Jos Harms (NED)          | 135e              |
| 83                                   | Marco Hoekstra (NED)     | 107e              |
| 84                                   | Adrie Lindeman (NED)     | 56e               |
| 85                                   | Rick Mensink (NED)       | AB                |
| 86                                   | Coen Rijpma (NED)        | 119e              |
| 87                                   | Jorrit van de Kant (NED) | AB                |
| 88                                   | Stan Wijkel (NED)        | 123e              |
| Directeur sportif : Marcel Nagengast |                          |                   |

| WV West-Frisia WVW                     | WV West-Frisia WVW    | WV West-Frisia WVW |
| -------------------------------------- | --------------------- | ------------------ |
| Num                                    | Coureur               | Pos                |
| 91                                     | Sven Broekaart (NED)  | 121e               |
| 92                                     | Joris de Boer (NED)   | AB                 |
| 93                                     | Sjors Dekker (NED)    | 57e                |
| 94                                     | Ruben Dorren (NED)    | 124e               |
| 95                                     | Robbert-Jan Mol (NED) | 103e               |
| 96                                     | Folkert Oostra (NED)  | 102e               |
| 97                                     | Florian Smits (NED)   | 101e               |
| 98                                     |                       |                    |
| Directeur sportif : Sjaak Schuitemaker |                       |                    |

| Restore RES                         | Restore RES           | Restore RES |
| ----------------------------------- | --------------------- | ----------- |
| Num                                 | Coureur               | Pos         |
| 101                                 | Robert Berk (NED)     | AB          |
| 102                                 | Dennis Buijs (NED)    | 117e        |
| 103                                 | Nicky Gieskens (NED)  | 128e        |
| 104                                 | Pim Jansma (NED)      | AB          |
| 105                                 | Jerry Roling (NED)    | AB          |
| 106                                 | Mark Sonneveld (NED)  | AB          |
| 107                                 | Juriaan Vos (NED)     | AB          |
| 108                                 | Diederik Deelen (NED) | AB          |
| Directeur sportif : Nicky de Vroome |                       |             |

| AWT-Greenway AWT                | AWT-Greenway AWT               | AWT-Greenway AWT |
| ------------------------------- | ------------------------------ | ---------------- |
| Num                             | Coureur                        | Pos              |
| 111                             | Erik Baška (SVK)               | 114e             |
| 112                             | Rayane Bouhanni (FRA)          | 112e             |
| 113                             | Iván García (ESP)              | 50e              |
| 114                             | Alexis Guérin (FRA)            | 126e             |
| 115                             | Przemysław Kasperkiewicz (POL) | 115e             |
| 116                             | Roman Lehký (CZE)              | AB               |
| 117                             | Michal Schlegel (CZE)          | 127e             |
| 118                             |                                |                  |
| Directeur sportif : René Andrle |                                |                  |

| Colba-Superano Ham CSH            | Colba-Superano Ham CSH    | Colba-Superano Ham CSH |
| --------------------------------- | ------------------------- | ---------------------- |
| Num                               | Coureur                   | Pos                    |
| 121                               | Jelle Donders (BEL)       | 131e                   |
| 122                               | Egidijus Juodvalkis (LTU) | 16e                    |
| 123                               | Jelle Mannaerts (BEL)     | AB                     |
| 124                               | Rick Ottema (NED)         | 54e                    |
| 125                               | Kevin Suarez (BEL)        | 70e                    |
| 126                               | Stein Van Couter (BEL)    | AB                     |
| 127                               | Glenn Van De Maele (BEL)  | AB                     |
| 128                               | Nick van der Meer (NED)   | AB                     |
| Directeur sportif : Peter Bauwens |                           |                        |

| Leopard Development LDT          | Leopard Development LDT  | Leopard Development LDT |
| -------------------------------- | ------------------------ | ----------------------- |
| Num                              | Coureur                  | Pos                     |
| 131                              | Jan Dieteren (GER)       | 59e                     |
| 132                              | Kevin Feiereisen (LUX)   | 75e                     |
| 133                              | Kristian Haugaard (DEN)  | AB                      |
| 134                              | Marco König (GER)        | 125e                    |
| 135                              | Alexander Krieger (GER)  | 33e                     |
| 136                              | Brent Luyckx (BEL)       | AB                      |
| 137                              | Pit Schlechter (LUX)     | 79e                     |
| 138                              | Laurent Vanden Bak (BEL) | AB                      |
| Directeur sportif : Tom Flammang |                          |                         |

| Riwal Platform RIW                      | Riwal Platform RIW                          | Riwal Platform RIW |
| --------------------------------------- | ------------------------------------------- | ------------------ |
| Num                                     | Coureur                                     | Pos                |
| 141                                     | Nikola Aistrup (DEN)                        | 104e               |
| 142                                     | Emil Bækhøj Halvorsen (DEN) (Route espoirs) | AB                 |
| 143                                     | Nicolai Brøchner (DEN)                      | AB                 |
| 144                                     | Mads Christensen (DEN)                      | 94e                |
| 145                                     | Martin Herbæk Grøn (DEN)                    | 82e                |
| 146                                     | Kaspar Schjønnemann (DEN)                   | 133e               |
| 147                                     | Rasmus Mygind (DEN)                         | 42e                |
| 148                                     | Morten Øllegård (DEN)                       | 132e               |
| Directeur sportif : Christian Ranneries |                                             |                    |

| Coop-Øster Hus COH                    | Coop-Øster Hus COH         | Coop-Øster Hus COH |
| ------------------------------------- | -------------------------- | ------------------ |
| Num                                   | Coureur                    | Pos                |
| 151                                   | Håvard Blikra (NOR)        | 3e                 |
| 152                                   | Magnus Børresen (NOR)      | AB                 |
| 153                                   | Kristian Dyrnes (NOR)      | 15e                |
| 154                                   | Fredrik Strand Galta (NOR) | AB                 |
| 155                                   | Markus Hoelgaard (NOR)     | 49e                |
| 156                                   | August Jensen (NOR)        | 81e                |
| 157                                   |                            |                    |
| 158                                   |                            |                    |
| Directeur sportif : Gilbert De Weerdt |                            |                    |

| Differdange-Losch CCD                | Differdange-Losch CCD    | Differdange-Losch CCD |
| ------------------------------------ | ------------------------ | --------------------- |
| Num                                  | Coureur                  | Pos                   |
| 161                                  | Johan Coenen (BEL)       | 93e                   |
| 162                                  | Jānis Dakteris (LAT)     | 51e                   |
| 163                                  | Pontus Kastemyr (SWE)    | 92e                   |
| 164                                  | Gediminas Kaupas (LTU)   | 74e                   |
| 165                                  | Edgaras Kovaliovas (LTU) | AB                    |
| 166                                  | Krisztián Lovassy (HUN)  | 77e                   |
| 167                                  | Cedric Raymackers (BEL)  | 129e                  |
| 168                                  | Manuel Stocker (SUI)     | AB                    |
| Directeur sportif : Francis Da Silva |                          |                       |

| Stuttgart SGT                      | Stuttgart SGT        | Stuttgart SGT |
| ---------------------------------- | -------------------- | ------------- |
| Num                                | Coureur              | Pos           |
| 171                                | Arnold Fiek (GER)    | 106e          |
| 172                                | Tim Gebauer (GER)    | AB            |
| 173                                | Kai Kautz (GER)      | AB            |
| 174                                | Florian Nowak (GER)  | AB            |
| 175                                | Julian Schulze (GER) | AB            |
| 176                                | Max Walsleben (GER)  | 90e           |
| 177                                | Johannes Weber (GER) | 44e           |
| 178                                |                      |               |
| Directeur sportif : Luc Schuddinck |                      |               |

| 3M MMM                          | 3M MMM                     | 3M MMM |
| ------------------------------- | -------------------------- | ------ |
| Num                             | Coureur                    | Pos    |
| 181                             | Jack Sadler (IRL)          | AB     |
| 182                             | Geert van der Weijst (NED) | AB     |
| 183                             | Dylan van Zijl (NED)       | 99e    |
| 184                             | Jaap de Man (NED)          | 78e    |
| 185                             | Fabrice Mels (BEL)         | 98e    |
| 186                             | Elliott Porter (en) (GBR)  | 100e   |
| 187                             |                            |        |
| 188                             |                            |        |
| Directeur sportif : Tim Lacroix |                            |        |

| Verandas Willems WIL                  | Verandas Willems WIL     | Verandas Willems WIL |
| ------------------------------------- | ------------------------ | -------------------- |
| Num                                   | Coureur                  | Pos                  |
| 191                                   | Gaëtan Bille (BEL)       | 11e                  |
| 192                                   | Joeri Calleeuw (BEL)     | 17e                  |
| 193                                   | Dimitri Claeys (BEL)     | 2e                   |
| 194                                   | Daan Myngheer (BEL)      | 9e                   |
| 195                                   | Olivier Pardini (BEL)    | AB                   |
| 196                                   | Christophe Prémont (BEL) | 26e                  |
| 197                                   | Kai Reus (NED)           | 62e                  |
| 198                                   | Joren Touquet (BEL)      | 96e                  |
| Directeur sportif : Gautier De Winter |                          |                      |

| BMC Development BMD                 | BMC Development BMD   | BMC Development BMD |
| ----------------------------------- | --------------------- | ------------------- |
| Num                                 | Coureur               | Pos                 |
| 201                                 | Tom Bohli (SUI)       | 85e                 |
| 202                                 | Floris Gerts (NED)    | 88e                 |
| 203                                 | Johan Hemroulle (BEL) | 32e                 |
| 204                                 | Jesse Kerrison (AUS)  | 86e                 |
| 205                                 | Théry Schir (SUI)     | 134e                |
| 206                                 | Lukas Spengler (SUI)  | 37e                 |
| 207                                 | Bas Tietema (NED)     | 40e                 |
| 208                                 | Tyler Williams (USA)  | 97e                 |
| Directeur sportif : Geert Van Bondt |                       |                     |

| Lotto-Soudal U23 LTU                   | Lotto-Soudal U23 LTU       | Lotto-Soudal U23 LTU |
| -------------------------------------- | -------------------------- | -------------------- |
| Num                                    | Coureur                    | Pos                  |
| 211                                    | Steff Cras (BEL)           | AB                   |
| 212                                    | Alexander Geuens (BEL)     | 47e                  |
| 213                                    | Michael Goolaerts (BEL)    | 43e                  |
| 214                                    | Mathias Krigbaum (DEN)     | AB                   |
| 215                                    | Milan Menten (BEL)         | 87e                  |
| 216                                    | James Shaw (GBR)           | AB                   |
| 217                                    | Massimo Vanderaerden (BEL) | AB                   |
| 218                                    | Enzo Wouters (BEL)         | AB                   |
| Directeur sportif : Kurt Van De Wouwer |                            |                      |

| Districtsploeg Oost DOO      | Districtsploeg Oost DOO    | Districtsploeg Oost DOO |
| ---------------------------- | -------------------------- | ----------------------- |
| Num                          | Coureur                    | Pos                     |
| 221                          | Kees Jansen (NED)          | AB                      |
| 222                          | Wim Kleiman (NED)          | AB                      |
| 223                          | Robin Löwik (NED)          | 118e                    |
| 224                          | Jasper Plender (NED)       | 122e                    |
| 225                          | Jan Rozendom (NED)         | AB                      |
| 226                          | Stephan van den Berg (NED) | AB                      |
| 227                          | Han van der Poppe (NED)    | AB                      |
| 228                          | Stan Veldscholten (NED)    | AB                      |
| Directeur sportif : Joep Oud |                            |                         |

| OWC Oldenzaal OWC                 | OWC Oldenzaal OWC        | OWC Oldenzaal OWC |
| --------------------------------- | ------------------------ | ----------------- |
| Num                               | Coureur                  | Pos               |
| 231                               | Rik Brouwer (NED)        | AB                |
| 232                               | Jelle Johannink (NED)    | AB                |
| 233                               | Thijs Poelstra (NED)     | AB                |
| 234                               | Maarten Schoemaker (NED) | AB                |
| 235                               | Tim Scholten (NED)       | AB                |
| 236                               | Jurgen Timmerman (NED)   | AB                |
| 237                               | Joost van Weerd (NED)    | AB                |
| 238                               |                          |                   |
| Directeur sportif : Mark Kamphuis |                          |                   |

| WV De IJsselstreek WDI            | WV De IJsselstreek WDI     | WV De IJsselstreek WDI |
| --------------------------------- | -------------------------- | ---------------------- |
| Num                               | Coureur                    | Pos                    |
| 241                               | Arjan de Haan (NED)        | AB                     |
| 242                               | Pieter-Paul de Weerd (NED) | AB                     |
| 243                               | Martijn Dijkstra (NED)     | AB                     |
| 244                               | Jan Essers (NED)           | AB                     |
| 245                               | Arjan Hofman (NED)         | 108e                   |
| 246                               | Matthijs Koedijk (NED)     | AB                     |
| 247                               | Berry Nagelhout (NED)      | 130e                   |
| 248                               | Jasper Schouten (NED)      | AB                     |
| Directeur sportif : Kees van Dorp |                            |                        |